# Xã Madison, Quận Scioto, Ohio
Xã Madison (tiếng Anh: Madison Township) là một xã thuộc quận Scioto, tiểu bang Ohio, Hoa Kỳ. Năm 2010, dân số của xã này là 4.106 người.